# بروس أندرسون (لاعب كرة قدم أمريكية)
بروس أندرسون (بالإنجليزية: Bruce Anderson) هو لاعب كرة قدم أمريكية أمريكي، ولد في 18 يناير 1944 في كوس باي في الولايات المتحدة.

## وصلات خارجية
- بروس أندرسون على موقع مرجع كرة القدم المحترفة.كوم (الإنجليزية)